# CS Pandurii Lignitul Târgu Jiu
Clubul Sportiv Pandurii Lignitul Târgu Jiu é um clube de futebol profissional romeno da cidade de Târgu Jiu que joga o Campeonato Romeno de Futebol.

## Títulos
Liga I:
- Campeões (0):, Melhor colocação: 11ª colocação 2006–07, 2008–09

Liga II:
- Campeões (1): 2004–05
- Vice-Campeão (1): 2003–04

Liga III:
- Campeões (4): 1976–77, 1978–79, 1985–86, 1999–00
- Vice-Campeão (2): 1975–76, 1983–84

Cupa României:
- Campeões (0):, Best finnish: Semi-Finals 2006-07